# 김상순 (1900년)
김상순(金相舜, 1900년 ~ ?년)은 대한민국의 정치인이다.

## 약력
- 전라남도 장성에서 태어났다.
- 일본 주오 대학 경제과를 졸업하였다.
- 장성중학교 이사장을 역임하였다.

## 역대 선거 결과
|  | 78.48% |

|  | 0% |

## 참고자료
- 《대한민국 의정총람》, 국회의원총람발간위원회, 1994년
- 김상순 - 대한민국헌정회